# Comalies
Albums de Lacuna Coil
Unleashed Memories
(2001) Karmacode
(2006)
Comalies est le troisième album du groupe Lacuna Coil sorti en 2002 sur le label allemand Century Media."Swamped" et "Heaven's A Lie" seront les singles issus de l'album et feront aussi l'objet de clips videos (ils seront inclus dans la version 2 cd).
L'album se vendra à plus de 500 000 exemplaires dans le monde et fera une entrée au Billboard 200 à la 78e place.

## Formation
- Cristina Scabbia : chant féminin.
- Andrea Ferro : chant masculin.
- Marco Coti Zelati : basse, claviers.
- Cristiano Migliore : guitares.
- Marco Biazzi : guitares.
- Cristiano Mozzati : batterie, percussion.

## Liste des titres
- Tous les titres sont signés par Lacuna Coil

1. Swamped - 4:00
2. Heaven's A Lie - 4:47
3. Daylight Dancer - 3:50
4. Humane - 4:13
5. Self Deception - 3:32
6. Aeon - 1:58
7. Tight Rope - 4:15
8. The Ghost Woman And The Hunter - 4:10
9. Unspoken - 3:38
10. Entwined - 4:00
11. The Prophet Said - 4:33
12. Angel's Punishment - 3:56
13. Comalies - 5:02

- En 2004 Comalies ressortira en version double cd. Le cd bonus comprend différentes versions de "Swamped", "Heaven's A Lie", "Senzafine", "Unspoken" et "Aeon", plus les clips videos de "Swamped" et "Heaven's A Lie"

### Titres bonus
1. Heaven's A Lie (Radiomix and edit) - 4:54
2. Swamped (Radiomix and edit) - 3:49
3. Heaven's A Lie (Studio acoustic version) - 4:12
4. Swamped (Studio acoustic version) - 3:40
5. Senzafine (Studio acoustic version) - 3:31
6. Unspoken (Studio acoustic version - 3:39
7. Heaven's A Lie (Live radio WAAF acoustic) - 4:01
8. Senzafine (Live radio WAAF acoustic) - 3:15
9. Aeon (Live radio WAAF acoustic) - 1:58